# Gisela Glucker

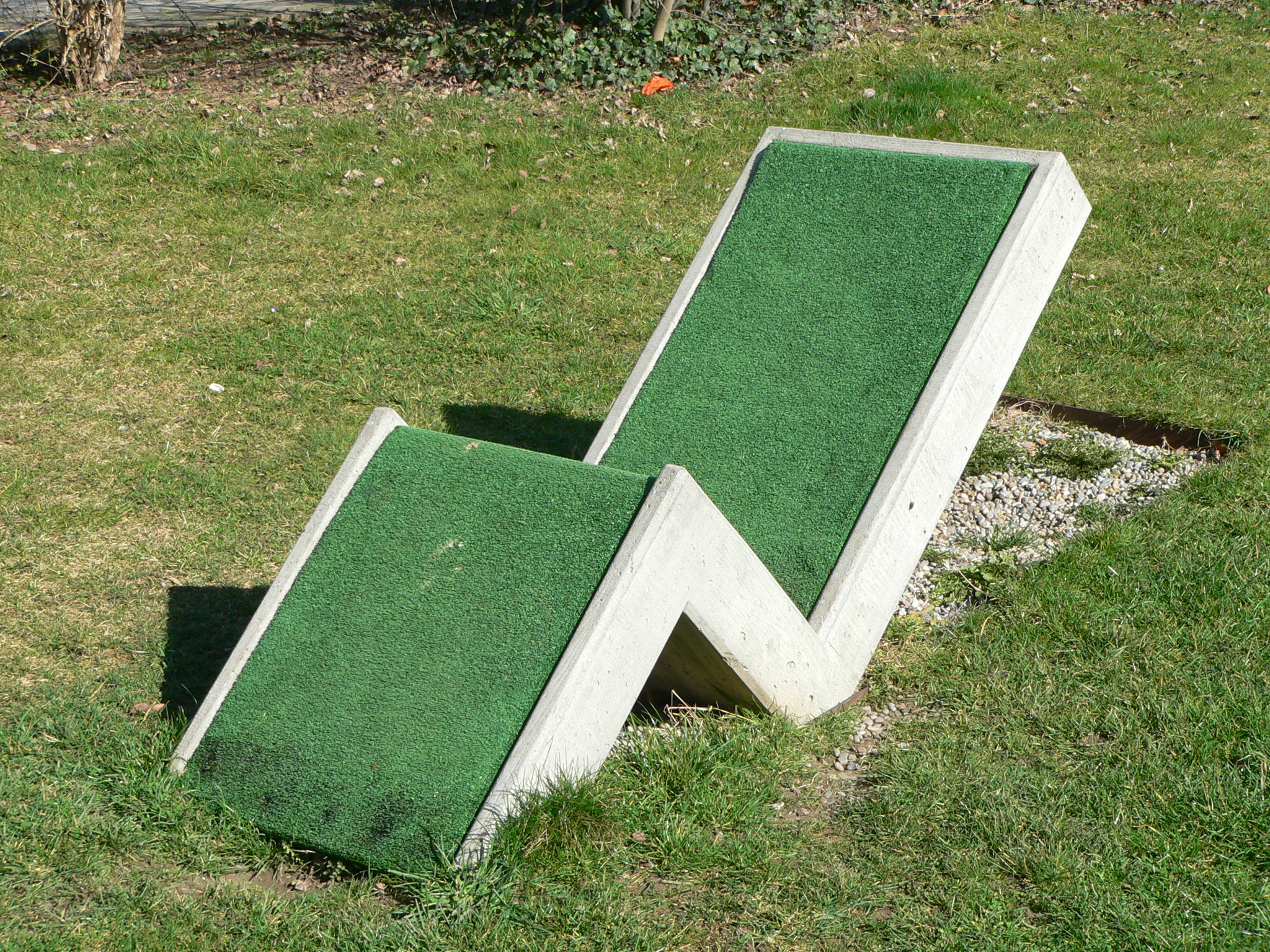
"Rasenstück - sitzbar" von Gisela Glucker. Eins von 12 Sitzkunstwerken der "SitzArt 2003" in Böblingen

Gisela Glucker (geboren 31. Oktober 1951 in Bopfingen) ist eine deutsche Malerin, Zeichnerin, Objektkünstlerin und Illustratorin.

## Leben
Gisela Glucker studierte von 1969 bis 1973 Kunst und Technik am Pädagogischen Fachinstitut und Fachseminar Stuttgart bei den Malern E. Berthold Wohlgemuth und Dieter Göltenboth. Danach arbeitete sie als Kunsterzieherin in Tübingen. Ab 1983 erstellte sie Illustrationen für die Verlage Schöningh Paderborn, Lesen und Freizeit München und Fink-Kümmerly-Frey und für das Bischöfliche Schulamt Rottenburg.
Die Künstlerin lebt in Tübingen.

## Werke
Gisela Glucker verwendet vorzugsweise rohe Fundhölzer wie ungehobelte Bretter, Balken oder Pfosten, aus denen sie mehrteilige Bild-/Objektfolgen zusammensetzt, die sie mit Dispersionsfarben gestaltet. Beispiele sind die Installation Spielraum Königin (1995)  oder das Werk Paar I-V (1997).
Das Werk Ohne Titel von Gisela Glucker von 1995 ist im Besitz des Regierungspräsidiums Tübingen.

## Mitgliedschaften
- 1991 Künstlerbund Stuttgart[1]
- 1991 Künstlerinnenarchiv Nürnberg[1]
- 1991–1993 Künstlergilde Buslat, Schloß Bauschlott, Neulingen[1]
- 1992 Bund Bildender Künstlerinnen Württembergs (BBKW)[1]
- 1992 Württembergischer Kunstverein[1]
- Verband Bildender Künstler und Künstlerinnen Baden-Württemberg[5]

## Ausstellungen (Auswahl)
- 1982 G. G. Galerie Claqoise, Sindelfingen
- 1984 Galerie Lindenhof, Melchingen
- 1986 Kornhaus, Tübingen
- 1989 Künstlerbund Tübingen, Kunsthalle, Tübingen
- 1991 Art Centre, Durham
- 1991 G. G. Galerie Schwarze Treppe, Haigerloch
- 1991 G. G. Künstlerbund, Kunstgebäude am Schlossplatz, Stuttgart
- 1992 Künstlergilde Buslat, Schloß Bauschlott, Bauschlott
- 1992 G. G. Galerie der Stadt Herrenberg
- 1992 G. G. Galerie Decus, Nürnberg
- 1992 BBKW-Ausstellung „Menschenspuren“, Atelierhaus-Galerie, Stuttgart
- 1993 G. G. Galerie Uli Lang, Biberach
- 1993 G. G. Galerie Schrade, Lindau
- 1993 BBKW-Ausstellung „Frauen mit Vergangenheit haben Zukunft“, Galerie unterm Turm, Stuttgart
- 1993 BBKW-Ausstellung „Zeit-Bilder93. Europäische Kultur- und Zeitgespräche“, Weimar
- 1994 Alpirsbacher-Galerie, Alpirsbach
- 1994 Goethe-Institut, Stuttgart
- 1994 Jahresausstellung, Künstlerbund, Stuttgart
- 1994 BBKW-Ausstellung „Bild Blick Kunst“, Städtische Galerie Reutlingen
- 1995 G. G. Künstlergilde, Hechingen
- 1995 G. G. Kunstverein, Schwäbisch Gmünd
- 1995 Europäische Künstler im Rathaus, Stuttgart
- 1995 BBKW-Ausstellung „Künstlerinnen“, Rathaus, Weinstadt
- 1996 G. G. Galerie Schwarze Treppe, Haigerloch
- 1996 „Engel“, Zehntscheuer, Rottenburg a. N.
- 1996 G. G. Interart, Stuttgart
- 1997 „Das kleine Format“, Galerie Cappel, Öhringen-Cappel
- 1997 G. G. Klosterkirche, Pfullingen
- 2002 BBKW-Ausstellung, Alte Kelter, Fellbach[3]
- 2007 Städtische Galerie, Otto-Nagel-Galerie, Berlin[3]
- 2013 Institutszentrum Stuttgart der Fraunhofer-Gesellschaft[6]
- 2018 Galerie Keim, Stuttgart[3]
- 2020 Schau-Depot, Galerie Keim, Stuttgart[7]